# Wahlkreis Angus (Schottisches Parlament)
| Angus                          |
| ------------------------------ |
| Angus · North East Scotland    |
| Gebildet                       |
| 1999                           |
| Abgeschafft                    |
| 2011                           |
| Regionen                       |
| Angus Dundee Perth and Kinross |

Angus war ein Wahlkreis für das Schottische Parlament. Er wurde 1999 als einer von neun Wahlkreisen der Wahlregion North East Scotland eingeführt, die im Zuge der Revision der Wahlkreise im Jahre 2011 neu zugeschnitten und auf zehn Wahlkreise erweitert wurde. Hierbei wurde der Wahlkreis Angus abgeschafft. Er umfasste die südlichen Gebiete der Council Area Angus und kleine Gebiete von Dundee und Perth and Kinross. Die Gebiete sind weitgehend in den neuen Wahlkreisen Angus North and Mearns und Angus South aufgegangen. Bei Zensuserhebung 2001 lebten insgesamt 76.614 Personen innerhalb seiner Grenzen. Es wurde ein Abgeordneter entsandt.

## Wahlergebnisse

### Parlamentswahl 1999
| Ergebnisse der Parlamentswahl 1999 | Ergebnisse der Parlamentswahl 1999 | Ergebnisse der Parlamentswahl 1999 | Ergebnisse der Parlamentswahl 1999 |
| Partei                             | Kandidat                           | Stimmen                            | %                                  |
| ---------------------------------- | ---------------------------------- | ---------------------------------- | ---------------------------------- |
| SNP                                | Andrew Welsh                       | 16.055                             | 46,5                               |
| Conservative                       | Ron Harris                         | 7154                               | 20,7                               |
| Labour                             | Ian McFatridge                     | 6914                               | 20,0                               |
| Liberal Democrats                  | Dick Spiers                        | 4413                               | 12,8                               |

### Parlamentswahl 2003
| Ergebnisse der Parlamentswahl 2003 | Ergebnisse der Parlamentswahl 2003 | Ergebnisse der Parlamentswahl 2003 | Ergebnisse der Parlamentswahl 2003 | Ergebnisse der Parlamentswahl 2003 |
| Partei                             | Kandidat                           | Stimmen                            | %                                  | ±                                  |
| ---------------------------------- | ---------------------------------- | ---------------------------------- | ---------------------------------- | ---------------------------------- |
| SNP                                | Andrew Welsh                       | 13.251                             | 44,5                               | −2,0                               |
| Conservative                       | Alex Johnstone                     | 6564                               | 22,0                               | +1,3                               |
| Labour                             | John Denning                       | 4871                               | 16,4                               | −3,6                               |
| Liberal Democrats                  | Dick Spiers                        | 3802                               | 12,8                               | 0,0                                |
| Scottish Socialist                 | Bruce Wallace                      | 1301                               | 4,4                                | +4,4                               |
| Wahlbeteiligung: 29.787 (49,15 %)  |                                    |                                    |                                    |                                    |

### Parlamentswahl 2007
| Ergebnisse der Parlamentswahl 2007 | Ergebnisse der Parlamentswahl 2007 | Ergebnisse der Parlamentswahl 2007 | Ergebnisse der Parlamentswahl 2007 | Ergebnisse der Parlamentswahl 2007 |
| Partei                             | Kandidat                           | Stimmen                            | %                                  | ±                                  |
| ---------------------------------- | ---------------------------------- | ---------------------------------- | ---------------------------------- | ---------------------------------- |
| SNP                                | Andrew Welsh                       | 15.686                             | 49,1                               | +4,6                               |
| Conservative                       | Alex Johnstone                     | 7443                               | 23,3                               | +1,3                               |
| Labour                             | Doug Bradley                       | 5032                               | 15,7                               | −0,7                               |
| Liberal Democrats                  | Scott Rennie                       | 3799                               | 11,9                               | −0,9                               |
| Wahlbeteiligung: 31.960 (52,08 %)  |                                    |                                    |                                    |                                    |